# 尚佩雷門站
尚佩雷門站（法語：Porte de Champerret）是巴黎地鐵3號線的一個車站。車站的名稱來自於尚佩雷門。尚佩雷門站開業於1911年2月15日，是巴黎地鐵3號線延伸工程的一部分。

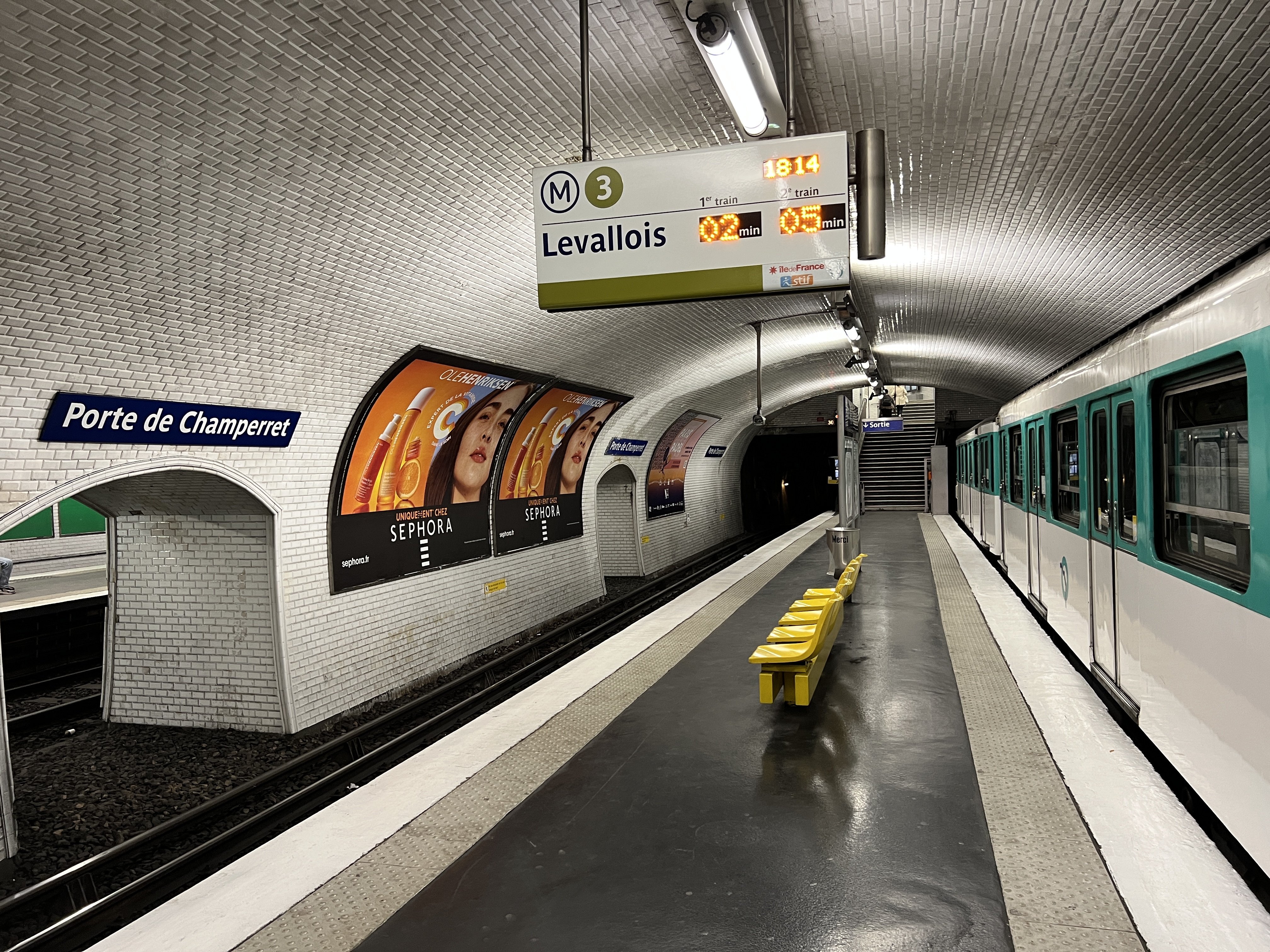
月台 (2022年7月)

## 車站構造
| 街道      |                    |                                    |
| B1        | 夾層               |                                    |
| 3號線月台 | 環狀軌道           | 無定期服務                         |
| 3號線月台 | 島式月台，右側開門 |                                    |
| 3號線月台 | 西行               | 往勒瓦卢瓦桥-贝孔（路易丝·米歇尔） |
| 3號線月台 | 東行               | 往加列尼（佩雷爾）                 |
| 3號線月台 | 島式月台，右側開門 |                                    |
| 3號線月台 | 環狀軌道           | 無定期服務                         |